# スタイリスティックス
スタイリスティックス（The Stylistics）はアメリカのブラックミュージックのグループ。フィラデルフィア・ソウルの主要アーティストの一つ。黒人コーラス・グループの中でも、甘く洗練されたスウィート・ソウルというスタイルが持ち味。リードのラッセル・トンプキンスJr.のファルセットを売り物として、人気グループとなった。

## 来歴
1968年結成。1971年にフィラデルフィアでデルフォニックスのプロデュースで成功を収めていたトム・ベルの力添えによりアルバム『スタイリスティックス登場』でデビュー。この中から「ストップ、ルック、リッスン」「ユー・アー・エヴリシング」「ゴーリー・ワウ」を立て続けにヒットさせた。「ユー・アー・エヴリシング」と「ストップ・ルック・リッスン」は、1973年にダイアナ・ロスとマーヴィン・ゲイのデュエット・アルバム『ダイアナ&マーヴィン』でカバーされた。「ゴーリー・ワウ」は後にプリンスがカバーした。
1973年にリリースされたサード・アルバム『ロッキン・ロール・ベイビー』の収録曲「誓い」は、彼らの代表曲となった。だが、この直後にトム・ベルがプロデュースから外れ、ベルから楽曲が与えられなくなる。1974年以降はヴァン・マッコイやヒューゴ&ルイージのプロデュースにより、ディスコ風の曲中心に路線変更した。それまでのソウル・ファンが離れたことでアメリカ本国では人気に陰りが見え始めた。6枚目のアルバム『サンキュー・ベイビー』収録の「愛がすべて」は、イギリスではゴールドディスクを獲得し、日本でもヒットとなった。しかし、他の多くのソウル・コーラス・グループと同様にディスコ・ブームの波を乗り切る事はできず、アメリカでのTop40ヒットは1974年の"Let's Put It All Together"が最後である。
1980年代以降はヒットに恵まれないながらも、メンバーチェンジを繰り返しながら21世紀まで地道に活動を続けている。また2004年にはオリジナルのリードシンガー、ラッセル・トンプキンスJr.がニュー・スタイリスティックス（The New Stylistics）を結成して活動中。来日公演の回数も非常に多い。

## 関連人物/集団
- ブルー・マジック
- デルフォニックス
- レイ、グッドマン&ブラウン
- スピナーズ
- ハロルド・メルヴィン&ザ・ブルー・ノーツ
- スリー・ディグリーズ
- オージェイズ